# Parque nacional de Kurjenrahka
El Parque nacional de Kurjenrahka (finés: Kurjenrahkan kansallispuisto, sueco: Kurjenrahka nationalpark) se encuentra en el suroeste de Finlandia, en la región de Finlandia Propia. Se estableció en 1998 y cubre 29 km². El área se compone principalmente de ciénagas, pero también incluye bosques primitivos, algunos de los cuales no han sido gestionados durante más de 150 años.
El lince euroasiático es un residente permanente de Kurjenrahka, pero también se han observado osos pardos y lobos grises y se sabe que residen en áreas dentro o cerca del parque. Los senderos marcados en el área general se extienden a más de 300 km.

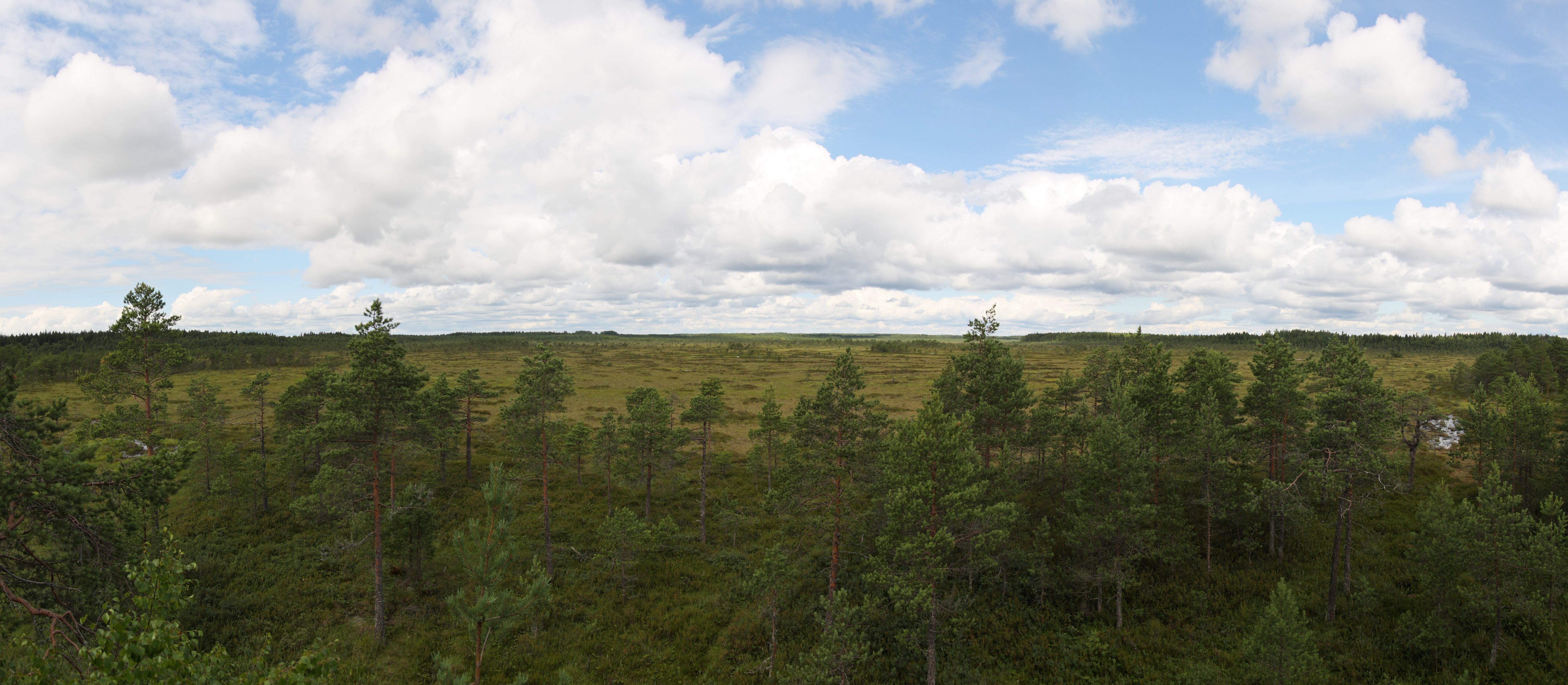
Turbera Vajosuo

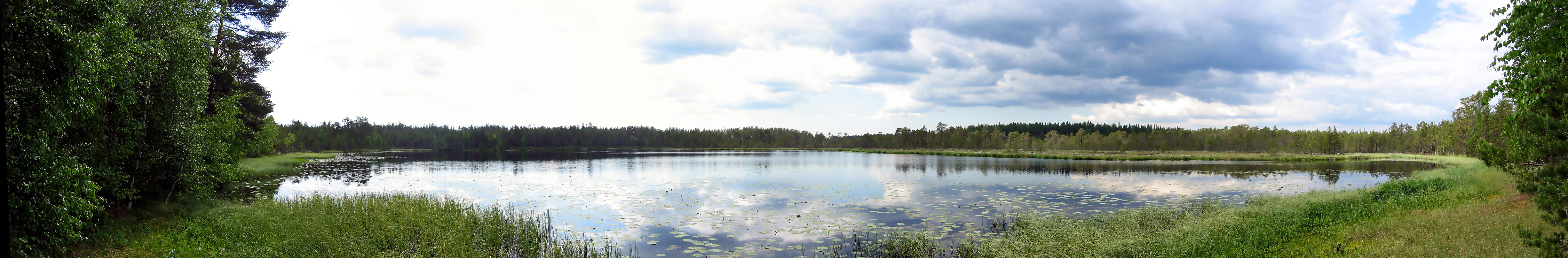
Lago Lakjärvi

## Características
El parque incluye las mayores turberas del sudoeste de Finlandia, pero al ser elevadas, son pobres en nutrientes. Las mayores son las de Kurjenrahka, pero el parque incluye otras, como Lammenrahka y Vajosuo, donde hay elevaciones conocidas como hummocks, en las que crecen algunos pinos dispersos y Rhododendron tomentosum o té del Labrador. La de Kurjenrahka, que da nombre al parque tiene unos 20 km², dividida por islotes de bosque. Las turberas de Laidassuo y Lakjärvenrahka, al oeste, están atravesadas por largas formaciones rocosas cubiertas de bosque que les dan el aspecto en algunos lugares, de un laberinto. En el lado oriental de estas turberas se encuentra el bosque de Pukkipalo, el más viejo de la región.

#### Fauna
Entre las aves, destacan las grullas, aunque también se encuentran el alcotán europeo, el cernícalo vulgar, el chotacabras europeo, el pito cano, la alondra totovía y el papamoscas papirrojo. En los bosques viejos que rodean las turberas se encuentra el cuervo, el mochuelo boreal, el cárabo uralense, el pito negro, el pico tridáctilo, el gallo lira común y el urogallo común. Las migraciones traen, en primavera y otoño, además de las grullas, el ánsar campestre. Entre los mamíferos, la ardilla voladora siberiana y su peor enemigo, la marta, así como el azor común. En el lago Savojärvi hay nutrias. La población de linces es permanente y pueden verse alces y corzos. El lobo y el oso pardo son visitantes. 